# 1120 (عدد)
 1120 هو عدد صحيح، يلي العدد 1119 ويسبق العدد 1121.

## في الرياضيات

### خصائص
- عدد طبيعي.[3]
- عدد فردي.[4][5]

- عدد موجب،[6] السالب منه هو - 1120.[7]

## في التاريخ
- 1120 هـ هي سنة في التقويم الهجري.
- هي سنة  1120 م في التقويم الميلادي.

## وصلات خارجية
الأعداد الصاتمة، ديوان اللغة العربية.